# David Vaughn (basket-ball, 1973)
Pour les articles homonymes, voir Vaughn.
David Vaughn, né le 23 mars 1973 à Tulsa dans l'Oklahoma, est un joueur américain de basket-ball. Il évoluait au poste d'ailier fort. Il est le fils du basketteur David Vaughn.